# Sandra Luesse
Sandra Luesse, née le 16 juin 1982 à Berlin en Allemagne, est une actrice, scénariste et productrice américaine.

## Filmographie

### Comme actrice
- 2001 : American Pie 2
- 2006 : Jimmy Kimmel Live! (série télévisée) : Kate / Carmela (2 épisodes)
- 2006 : Final Move : officier Minster
- 2007 : Mana - Manda una Senal (court métrage vidéo) : la cheffe
- 2007 : Wild 'n Out (en) : elle-même
- 2007-2008 : Co-Ed Confidential (en) (série télévisée) : Lisa (13 épisodes)
- 2009 : Monk S07E10 Le demi-Monk (série télévisée) : une serveuse
- 2009 : The Carpenter: Part 1 - And So They Die : Alyssa
- 2009 : Thanks for Dying : Amanda Gallo
- 2010 : Cartel War : Gina Cassidy
- 2010 : Drop Dead Gorgeous : Mary Kessler, la narratrice
- 2011 : Les Feux de l'amour (The Young and the Restless) (série télévisée) : la femme sexy
- 2011 : Cherche partenaires désespérément (Friends with Benefits) (série télévisée) : officier Trish
- 2012 : Psychic (Beyond) : Manda Lee
- 2013 : Hot Tub Diaries (court métrage) : Dj
- 2014 : East Los High (série télévisée) : officier Valdez
- 2014 : Tice (court métrage) : Jessica
- 2014 : Hollywood It! (téléfilm) : Julia
- 2015 : The Jokesters : Zoe
- 2015 : The Slice (téléfilm) : Maria
- 2015 : Satisfaction (série télévisée) : Rebecca
- 2016 : Ruta Madre : Cherrie

### Comme scénariste
- 2013 : The Lady Splash Show (série télévisée) (14 épisodes)

### Comme productrice
- 2013 : The Lady Splash Show (série télévisée) (14 épisodes)